# Zembra
L'isola di Zembra (in arabo زمبرة) si trova in Tunisia, a poco più di 10 chilometri al largo della penisola di Capo Bon nel Golfo di Tunisi; si estende per una superficie di 3,89 km².
Si trova a 8 km a ovest rispetto all'isola di Zembretta, isoletta minore tunisina avente un'estensione di due ettari (0,02 km2).

## Morfologia
L'isola ha una conformazione rocciosa, alta 432 metri, circondata da alte scogliere a falesie. Costituisce una fortezza naturale usata dall'esercito tunisino.
Nella costa meridionale vi sono resti archeologici di un antico porto.

## Parco Nazionale
Zembra e Zembretta costituiscono, con un'area complessiva di 4,26 km2, un parco nazionale istituito a partire dal 1977 per preservare la flora e la fauna tipiche dell'area mediterranea, compresi numerosi uccelli migratori di passaggio tra la Sicilia e l'Africa.